# طلاق در کهنسالی
طلاق در کهنسالی که در انگلیسی به آن طلاق خاکستری (Grey Divorce) می گویند، طلاق یک زوج مسن پس از سالها زندگی مشترک می باشد.

## دلایل طلاق در سنین بالا
- عادی شدن طلاق
- تفاوت دوران جوانی و کهنسالی
- نبودن سرگرمی [۱]